# Образовательные технологии
В документах ЮНЕСКО технология обучения рассматривается как системный метод создания, применения и определения всего учебного процесса преподавания и усвоения знаний с учётом взаимодействия технических и человеческих ресурсов. Технологичность учебного процесса состоит в том, чтобы сделать учебный процесс полностью управляемым.

## Педагогическая система
Понятие технология обучения не является общепринятым в традиционной педагогике. В то же время, в педагогике существвет понятие Педагогическая система - организованная совокупность взаимосвязанных средств, методов и процессов, необходимых для создания целенаправленного и преднамеренного педагогического воздействия на формирование личности с заданными качествами. 
Педагогические системы могут быть описаны как целостные явления с помощью ряда признаков (по В. Г. Афанасьеву):
- интегративные качества (такие, которыми не обладает несколько взятых её элементов);
- составные элементы, компоненты;
- структура (связи и отношение между частями и элементами);
- функциональные характеристики;
- коммуникативные свойства (связи с окружающей средой);
- историчность, преемственность.

Существенными характеристиками системы являются целевые ориентации и результаты.
В качестве основы, системообразующего каркаса, целесообразно использовать новое для педагогики понятие — «технология» и новый — «технологический» подход к анализу и проектированию педагогических процессов.
Академик Беспалько Владимир Павлович предложил классификацию педагогических систем (технологий) по типу организации и управления познавательной деятельностью учащегося. Сочетание различных признаков взаимодействия учителя с учеником определяет следующие виды технологий (по В. П. Беспалько — дидактических систем):

### Классификация педагогических систем
1. Классическое лекционное обучение.
2. Обучение с помощью аудиовизуальных технических средств.
3. Система «Консультант».
4. Обучение с помощью учебной книги.
5. Компьютерное обучение.
6. Система «репетитор» — индивидуальное обучение.
7. «Программное обучение», для которого есть заранее составленная программа.
8. По целям обучения.

## Понятие педагогической технологии
В настоящее время в педагогический лексикон прочно вошло понятие педагогической технологии. Однако в его понимании и употреблении существуют большие разночтения:
- Технология — это совокупность приемов, применяемых в каком-либо деле, мастерстве, искусстве.[2]

- Педагогическая технология — совокупность психолого-педагогических установок, определяющих специальный набор и компоновку форм, методов, способов, приемов обучения, воспитательных средств; она есть организационно-методический инструментарий педагогического процесса (Б. Т. Лихачев).
- Педагогическая технология — это содержательная техника реализации учебного процесса (В. П. Беспалько).[3]
- Педагогическая технология — это описание процесса достижения планируемых результатов обучения (И. П. Волков).
- Технология — это искусство, мастерство, умение, совокупность методов обработки, изменения состояния (В. М. Шепель).
- Технология обучения — это составная процессуальная часть дидактической системы (М.Чошанов).
- Педагогическая технология — это продуманная во всех деталях модель совместной педагогической деятельности по проектированию, организации и проведению учебного процесса с безусловным обеспечением комфортных условий для учащихся и учителя (В. М. Монахов).
- Педагогическая технология — это системный метод создания, применения и определения всего процесса преподавания и усвоения знаний с учётом технических и человеческих ресурсов и их взаимодействия, ставящий своей задачей оптимизацию форм образования (ЮНЕСКО).
- Педагогическая технология означает системную совокупность и порядок функционирования всех личностных, инструментальных и методологических средств, используемых для достижения педагогических целей (М. В. Кларин).
- Педагогическая технология — это алгоритм (последовательность) действий ученика и учителя, обеспечивающий достижение намеченного образовательного результата.

При множестве определений понятий «педагогическая технология» большинство специалистов объединяют их четырьмя принципиально важными положениями:
1. планирование обучения и воспитания на основе точно определённого желаемого эталона;
2. программирование учебно-воспитательного процесса в виде строгой последовательности действий учителя и ученика;
3. сопоставление результатов обучения и воспитания с первоначально намеченным эталоном как в ходе учебно-воспитательного процесса (мониторинг), так и при подведении итогов;
4. коррекция результатов на любом этапе учебно-воспитательного процесса.[4]

## Предметно-ориентированные технологии обучения
- Технология постановки цели
- Технология полного усвоения (по материалам М. С. Кларина)
- Технология педагогического процесса по С. Д. Шевченко
- Технология концентрированного обучения

## Личностно-ориентированные технологии обучения
- Технология обучения как учебного исследования
- Технология педагогических мастерских
- Технология коллективной мыследеятельности (КМД)
- Технология эвристического обучения
- Технология персонифицированного обучения
- Технология "Сфера счастливых людей"